# CRばんことみのモンスターナイト
CRばんことみのモンスターナイト（表記機種名「ばんことみのMONSTER NIGHT」）は、2006年10月にアビリット（後のコナミアミューズメント）が開発、発売したデジパチタイプのパチンコ。

## 概要
ホリプロとの共同企画によって発売されたパチンコ機でタレント、ばんことみ（以下ばん）とのタイアップ機。ばんは当機リリースを契機に芸名を「番ことみ」から「ばんことみ」に変更している（2007年12月まで）。また、当機発売以降もアビリット関係のキャンペーンガールとしてイベント出演することが多く、当機の「1」（ウルフ）図柄のコスプレでの出演はお約束となりつつある。
当機では表示器として『CR海童くん』にて初めて採用された透過型液晶を搭載しており、液晶表示パネルの背後に「フランケン」役物が設置してあり、普段は見えないが演出の一部として現れるようになっている。

## 特徴
- 突然確率変動タイプ（突然確率変動は「モンスタータイム」と呼ばれる）。
- 大当たりは6Rまたは15Rの振り分け（大当たり中は抽選演出が発生するが、実際はランプで判別可能）。6R時は確率変動となる（FN58）。FN50は4R単発もある。
- 図柄「3」、「7」での大当たりは確率変動確定で、大当たり消化中はばんの歌『MONSTER NIGHT』が流れる。さらに6、9、12、15R目の消化中はチャンスボタンでばんの写真と直筆のメッセージがランダムに表示される。
- 液晶横には棺桶に見立てた役物があり、4段階のステップアップ予告が発生する場合がある。パネルの画は「ばん」、「プレミア」、SU3が「激アツ」のガイコツ、SU3が「CHANCE」のガイコツの4種類。
- 3種類のチャンスボタンを搭載。特に「鍵選択演出」では扉が開いた履歴を過去3回分まで表示し、大当たりに関連はないもののミニゲーム的な要素を兼ねている。
- 当機の展示発表会が2006年9月11日、赤坂プリンスホテルにて催された。

## 図柄
- 「1」（ウルフ）
- 「2」（パンプキン）
- 「3」（ミイラ男）
- 「4」（キャンドル）
- 「5」（ドラキュラ）
- 「6」（魔女）
- 「7」（サキュバス）
- 「8」（火の玉3兄弟）

## スペック
- 『CRばんことみのモンスターナイトFN58』（2006年10月）
  - 大当たり確率 1/279.6 → 1/27.9
  - 確率変動割合 58%（2R大当たりを含む）
  - リミッター なし
  - 賞球数 3&4&13&14 大当たり6R9C、15R9C、2R0C
  - 確率変動図柄「3、7」
  - 通常図柄「1、2、4、5、6、8」（昇格の場合あり）
    - 実際の大当たり種類は盤面右下の7セグデジタルにて決定する。

  - 大当たり終了後、50回の時短

- 『CRばんことみのモンスターナイトFN50』（2006年10月）
  - 大当たり確率 1/97 → 1/9.7
  - 確率変動割合 50%（2R大当たりを含む）
  - リミッター なし
  - 賞球数 4&13&14 大当たり4R9C、15R9C、2R0C
  - 確率変動図柄「3、7」
  - 通常図柄「1、2、4、5、6、8」（昇格の場合あり）
    - 実際の大当たり種類は盤面右下の7セグデジタルにて決定する。

  - 大当たり終了後、20回の時短

## 演出
- 予告演出
  - 「背景予告」雷発生、窓の物陰の変化など。
  - 「消灯予告」全図柄が半透明になると、鍵選択画面演出に発展。
  - 「チビゴースト予告」デジタル回転直前にゴーストが登場、青でリーチ確定。赤でスーパーリーチが確定。大きいゴーストはチャンス。「V」字型で出現はプレミア。
  - 「ちーちゃん予告」女の子（ちーちゃん）が登場し、チャンスボタンでセリフが発生。内容で期待度が変化。立ち位置が中央でない場合、ややチャンス。
  - 「火の玉予告」パチスロのように3つのチャンスボタンで石版絵柄を停める。「チェリー」や「7」出現でチャンス。コウモリ、チェリー以外の3つ揃い、右「7」は大当たり確定のプレミア。
  - 「フランケン予告」デジタル回転直前にいきなりフランケンが登場、赤い箱だとチャンス。箱からVが出れば大当たり予告となる。ゴーストでも期待大。
  - 「フランケン連続予告」棺桶が震えるとともにフランケンが現れる。いわゆる擬似保留玉連続予告で最大4回継続する。続くほど期待大。
  - 「棺桶役物予告」基本的にステップアップ予告になっており、ガイコツからの「CHANCE」、「激アツ」で期待度がアップする。ばん（サキュバス）登場の場合、リーチ確定。「大胆予想（だ～いたんよそ～お）!」のセリフとともに期待度がパーセントで表示される。「大当たり」はプレミアム。
  - 「コスプレカットイン」リーチ直後にばんがカットイン。ばんのコスプレと同じ系統のスーパーリーチ発展で大当たり確定となる。
  - 「音声予告」リーチ時の音声で期待度が変化。「ばんちゃんリーチ」は確変大当たりのプレミア演出。

- リーチ演出
  - チャンス目（「123」など）停止。「モンスタータイム」または「鍵選択」演出に発展し、扉開錠に成功すると「フランケンリーチ」演出へ。
  - 「ノーマルリーチ」、「ロングリーチ」ロングだと若干の期待度アップ。
  - 「扉選択」チャンスボタンで扉を選択。通常は3種類だが、選択できない扉が現れる場合があり、選択の余地がないほど期待度がアップする。扉の色や選択後の表示画面でも期待度が変化。
  - 「鍵選択」「消灯予告」、「チャンス目」から発展。チャンスボタンで鍵を選択する。成功すれば「フランケンリーチ」演出へ。
  - 「ウルフリーチ」「サキュバスリーチ」（シングルリーチ）「ミイラリーチ」「ドラキュラリーチ」（ダブルリーチ）どのリーチも発展すると期待大。失敗しても「フランケンリーチ」に発展する場合もある。「ゴースト登場」（ドラキュラリーチ）など、期待度アップ演出もある。
  - 「フランケンリーチ」フランケンが登場、両手振り下ろし＜炎演出＜片手振り下ろしで期待大。

- 大当たり中演出
  - 「マジックチャンス」大当たり直後の再抽選演出。
  - 「火の玉チャンス」チャンスボタンで石版を探す。見つけたら15R確定、見つからなくてもセリフ「まだまだ～」で継続することもある。実際は盤面右下のランプで事前に継続ラウンドが判別できる。
  - 「フランケンチャンス」チャンスボタンで左右の宝箱を選択。中身が「確変」で確率変動確定。「時短」で時短モードに突入。